# Riazó
Riazó es una entidad de población española del municipio de Dozón, perteneciente a la provincia de Pontevedra, en la comunidad autónoma de Galicia.

## Historia
Hacia mediados del siglo XIX, el lugar, una aldea perteneciente ya por entonces a la parroquia de Dozón y al municipio de Dozón, tenía contabilizada una población de 36 habitantes. Aparece descrito en el decimotercer volumen del Diccionario geográfico-estadístico-histórico de España y sus posesiones de Ultramar de Pascual Madoz de la siguiente manera:

RIAZO: ald. en la prov. de Pontovedra, ayunt. y felig. de Sta. Maria de Dozon (V.). pobl.: 7 vec., 36 alm.
(Madoz, 1849, p. 450)

En 2022, la entidad singular de población de Riazó tenía empadronados 15 habitantes.